# تمازج الأجناس

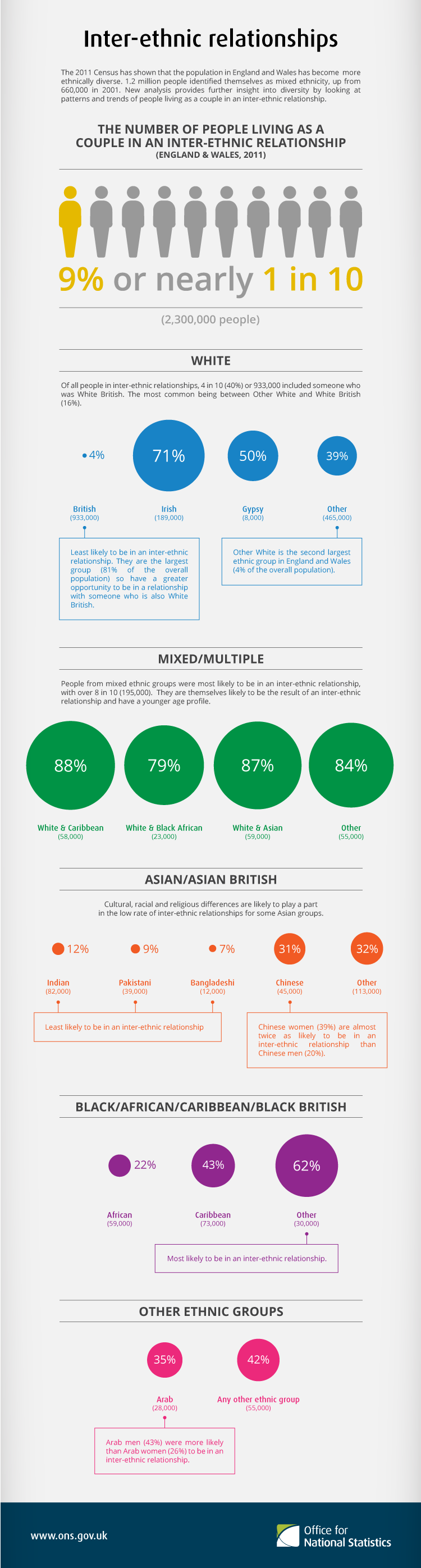
أنماط واتجاهات الأشخاص في علاقة عرقية في إنجلترا وويلز ، 2011.

تمازج الأجناس (بالإنجليزية: Miscegenation)‏ هو الاختلاط بين المجموعات العرقية المختلفة من خلال الزواج المختلط أو المعاشرة أو العلاقات الجنسية أو الإنجاب ، غلباً ما ينظر إلى الاختلاط الذي يُعتقد أنه يؤثر سلبًا على نقاء عرق أو ثقافة معينة. مكافحة تمازج الأجناس هو موضوع بارز في تفوق البيض.
على الرغم من أن المجتمعات الأنسانية هم نتيجة الاختلاط المستمر للعديد من المجموعات السكانية منذ عصور ما قبل التاريخ ، إلا أن المحظورات المتعلقة بالاختلاط - في بعض الحالات التي تم إنفاذها قانونًا - موجودة وما زالت موجودة في العديد من المجتمعات القائمة على العرق. في جنوب أفريقيا شملت السياسة الرسمية للفصل العنصري لسنوات عديدة المحظورات القانونية على تمازج الأجناس.
على الرغم من أن فكرة الاختلاط الأجناس كأمر غير مرغوب فيه قد نشأ في نقاط مختلفة في التاريخ، واكتسبت أهمية خاصة في أوروبا خلال حقبة الاستعمار. دخل تمازج الأجناس مصطلح اللغة الإنجليزية في القرن التاسع حيث بدأ الفصل العنصري لتصبح أكثر طابعا رسميا في الولايات المتحدة. تم استخدامه على وجه التحديد للإشارة إلى الزواج بين الأعراق والعلاقات الجنسية بين الأعراق. وجاء هذا المصطلح لتترافق مع القوانين التي تمنع الزواج بين الأعراق والجنس، والمعروفة باسم قوانين مكافحة تمازج الأجناس. إلى أن أعلنت المحكمة العليا عدم دستوريتها في عام 1967.
لطالما كانت البرازيل بوتقة تنصهر فيها مجموعة واسعة من الثقافات. منذ العصور الاستعمارية ، كان البرازيليون البرتغاليون يفضلون الاستيعاب والتسامح تجاه الشعوب الأخرى ، وكان التزاوج مقبولاً في البرازيل أكثر من معظم المستعمرات الأوروبية الأخرى ؛ ومع ذلك ، لم يكن المجتمع البرازيلي أبدًا خالٍ تمامًا من الصراع والاستغلال العرقيين ، وقد اختارت بعض المجموعات أن تبقى منفصلة عن الحياة الاجتماعية السائدة. يمثل البرازيليون المنحدرون من أصل أوروبي ما يقرب من نصف السكان ، على الرغم من أن الأشخاص من خلفيات عرقية مختلطة يشكلون شريحة أكبر على نحو متزايد ؛ أكثر من خمسي المجموع هم مولاتو ؛ (وهم أناس من أصول أفريقية وأوروبية مختلطة) ومستيزو (وهم أناس من أصول أوروبية وهندية مختلطة). وهناك نسبة صغيرة من أصل أفريقي أو من أصل أفريقي هندي بالكامل ، والشعوب من أصل آسيوي لحساب تقسيم أصغر من المجموع. الهنود ، إلى حد بعيد ، أصغر المجموعات العرقية الرئيسية ؛ ومع ذلك ، ما يصل إلى ثلث جميع البرازيليين لديهم بعض الأسلاف الهنود.